# Benamaurel
Benamaurel ist ein südspanischer Ort und eine Gemeinde (municipio) mit insgesamt 2.246 Einwohnern (Stand: 2024) im Osten der Provinz Granada in der Autonomen Region Andalusien.

## Lage und Klima
Die ca. 725 m hoch gelegene Stadt Benamaurel liegt am Río Guardal knapp 17 km nordöstlich von Baza. Die Provinzhauptstadt Granada befindet sich gut 110 km (Fahrtstrecke) südwestlich; die Bergregion um Huéscar liegt etwa 30 km nordöstlich. Das Klima im Winter ist gemäßigt, im Sommer dagegen warm bis heiß; die geringen Niederschlagsmengen (ca. 335 mm/Jahr) fallen – mit Ausnahme der nahezu regenlosen Sommermonate – verteilt übers ganze Jahr.

## Bevölkerungsentwicklung
| Jahr      | 1857 | 1900 | 1950 | 2000 | 2020 |
| Einwohner | 2023 | 3418 | 4958 | 2410 | 2260 |

Der deutliche Bevölkerungsrückgang seit der Mitte des 20. Jahrhunderts ist im Wesentlichen auf die Mechanisierung der Landwirtschaft, die Aufgabe bäuerlicher Kleinbetriebe („Höfesterben“) und den daraus resultierenden Verlust von Arbeitsplätzen zurückzuführen. Zur Gemeinde gehören auch die Weiler (pedanías) Puente Arriba, San Marcos, Cuevas de Luna, Cuevas del Negro, Huerta Real und Cuevas de la Blanca mit jeweils ca. 50 bis 200 Einwohnern sowie mehrere verstreut liegende Einzelgehöfte (fincas).

## Wirtschaft
Die Bewohner früherer Zeiten lebten als Selbstversorger von den Erträgen ihrer Felder und Hausgärten. Außerdem betrieben sie in geringem Umfang auch Viehzucht (v. a. Schafe, Ziegen und Schweine); Esel wurden als Tragtiere gehalten. Dieser Zustand wandelte sich erst mit dem Ausbau der Infrastruktur im 20. Jahrhundert. Heute dominieren Oliven- und Mandelbaumplantagen; daneben spielt auch der Anbau von Gemüse (lechuga) und Hafer (cebada) eine wichtige Rolle im Wirtschaftsleben der Stadtgemeinde. Im Ort selbst haben sich Kleinhändler, Handwerker und Dienstleistungsbetriebe aller Art angesiedelt.

## Geschichte
Iberer, Römer, Westgoten und selbst die Mauren hinterließen nur geringe Spuren. Bereits in den 1430er Jahren wurde der Ort unter der Führung von Fernando Álvarez de Toledo, 1. Graf von Alba († 1460), dem Begründer des Hauses Álvarez de Toledo, für die Christen zurückerobert, doch gelang es nicht die eroberten Gebiete auf Dauer gegen die Mauren zu verteidigen. Unter der Führung der Katholischen Könige gelang im Jahr 1488 die erneute und diesmal endgültige Rückeroberung (reconquista) des Gebiets um Benamaurel. Im Jahr 1531 wurde der Ort bei einem Erdbeben nahezu zerstört; nach dem Morisken-Aufstand des Jahres 1568 blieb er längere Zeit unbewohnt.

## Sehenswürdigkeiten
- Am Ortsrand gibt es noch einige Wohnhöhlen (casas-cueva oder casas trogloditas).[3]
- Die einschiffige Iglesia de la Asunción ist der Verkündigung an Maria geweiht. Der unspektakuläre Bau scheint aus dem 18./19. Jahrhundert zu stammen.
- Das durch einen Mittelbalkon gekennzeichnete Rathaus (ayuntamiento) entstand in den 1840er Jahren als Wohngebäude.

Umgebung
- Der aus maurischer Zeit stammende und aus nur wenig behauenen Bruchsteinen gemauerte Wachturm (atalaya) Torre El Torrejón hat nur noch eine Höhe von gut 3 m bei einem Durchmesser von ca. 4,25 m.